# 훈민정음 운해
《훈민정음 운해》(訓民正音韻解)는 조선 영조 26년(1750년) 여암 신경준이 운도(韻圖)를 작성해서 한자로 음운(音韻)을 나타낸 책이다. 책에서도 밝혔듯이 송나라 소옹(邵雍, 1011~1077)의 《황극경세성음창화도》(皇極經世聲音唱和圖)를 본보기로 하여 지은 책으로 《운해 훈민정음》 또는 《운해》라는 별칭으로 더욱 잘 알려져 있다. 1938년에는 당시의 조선어학회에서 활자본으로 간행한 일이 있는데 현재 필사본 한 권으로 남아 숭실대학교 한국기독교박물관에 소장되어 있다.

## 구성
- 경세성음수도(經世聲音數圖) - 책의 권두에 ‘황극경세성음창화도’를 본보기로 하였음을 밝히면서 표로 작성
- 훈민정음도해(訓民正音圖解) - 훈민정음을 초성 · 중성 · 종성으로 나눠 역(易)의 상형설로 설명, 권두의 ‘경세성음수도’ 에 배열된 한자음에 부합시킴

- 초성도(初聲圖) - 중앙의 기본문자인 ‘ㅇ’으로부터 한글의 여러 초성 글자가 생성되어가는 과정을 원(圓)으로 표시
- 초성배경세수도(初聲配經世數圖) - ‘경세성음수도’의 12도(圖)에 배열되어 있는 한자음을 완전히 표기할 수 있도록 훈민정음의 초성 글자를 36개로 확대
- 중성도(中聲圖) - 중앙의 태극으로부터 여러 중성 글자들이 생성되어가는 과정 표로 작성
- 중성배경세수도(中聲配經世數圖) - ‘경세성음수도’ 의 10도에 배열된 한자음의 모음 글자를 배열
- 종성도(終聲圖) - ㅁ ㄴ ᇰ 등 3종성과, ‘오 · 우’ 등 모음으로 끝나는 운미(韻尾)를 7종으로 잡아 표로 작성

- 앞에서 설명한 바를 근거로 하여 《사성통해(四聲通解)》의 음계(音系)와 비슷한 한자음을 표시하는 운도로 설명[2]

## 이 책의 특색과 가치
이 책에는 훈민정음의 자음자는 발음 기관의 모양을, 모음자는 하늘, 땅, 사람을 본떠서 만들었다고 쓰여 있다. 훈민정음의 창제 과정을 설명한 ‘제자해’의 해설을 보면 당시 훈민정음의 음성학이나 음운학의 수준이 높아 조선말의 음성과 음운 구조에 대한 분석이 매우 정확하고 치밀하였음을 느낄 수 있다. 이 책에서도 밝혔듯이 어떤 글자를 만들면서 그 글자가 대표하는 소리를 발음할 때의 발음 기관과 관련시켜 만들겠다는 생각이 있었음을 알 수 있다.
예를 들어 ‘ㄱ’자의 제자원리를 보면 소리가 발음될 때 혀뿌리가 목구멍을 막는다고 한 것은 혀 뒤쪽이 연구개에 닿아 숨의 통로를 막는 모습을 묘사한 것이다. 'ㄴ'자의 제자원리도 혀가 윗잇몸에 닿는다고 한 것은 혀끝이 윗잇몸에 닿는 모습을 묘사한 것이다. ‘ㄱ’을 소리 낼 때는 혀 뒤쪽이 입천장까지 올라가므로 ‘ㄱ’자는 바로 그러한 혀 모양을 형상화한 것이고 ‘ㄴ’을 소리 낼 때는 반대로 혀 앞쪽이 윗잇몸에 가 붙고 혀 뒤쪽이 쳐지게 되는데 ‘ㄴ’자는 바로 이러한 혀 모양을 형상화한 것이다.
신경준은 당시 공용문자로 사용되고 있는 한자음으로 송나라 소옹의 『황극경세성음창화도』를 본보기로 하여, 일종의 발음기호인 운도를 작성해서 훈민정음의 음운을 음운학으로 소개하였다. 그래서 권두에 ‘황극경세성음창화도’를 본보기로 하여 만든 ‘경세성음수도’를 적었고, 둘째번의 ‘훈민정음도해’ 부분에서 훈민정음을 초성·중성·종성으로 나누어서, 역의 상형설을 가지고 설명, 권두의 ‘경세성음수도’에 배열된 한자음에 부합시키려 했다는 것이 이 책의 가치였다. 또한 다음과 같은 내용도 찾아볼 수 있다.
- 조선 땅에는 예부터 고대문자가 있었다고 밝히고 있다.
- 조선 관서 · 영남 지역은 설음(舌音)을 많이 쓴다는 것을 지적하고 있다.
- 조선 호남 · 호서 지역은 치음(齒音)을 많이 쓴다는 것을 지적하고 있다.
- 사용하지 않는 글자, ‘ᅟᆢ’ 모음자를 설정하고 있다.
- 조선에서는 한자음 중성이 많이 쓰인다고 지적하고 있다.
- 초성은 ㅎ ㅇ ㄱ ㄷ ㅌ ㄴ ㅈ ㅊ ㅅ ㅂ ㅍ ㅁ ㄹ 등 13개만 쓴다고 밝히고 있다.[2]

## 숨겨진 이야기
훈민정음 창제원리의 숨겨진 비밀 중, 1940년 안동 민가에서 해례본(解例本)이 발견되고 나서, 창제 동기와 철학적 배경, 구조원리 등을 파악까지 소리오행은 운해본의 논리인 후음(喉音-ㅇ ㅎ)을 토(土)로, 순음(脣音-ㅁ ㅂ ㅍ)을 수(水)로 잘못 인식하고 있었다는 얘기가 전해온다.
이는 1750년 조선 영조 때에 신경준이라는 학자가 저술한 개인 연구 논술집인 《훈민정음 운해》(訓民正音韻解)에서 후음과 순음을 뒤바꿔 전했다는 내용으로 최세진(崔世珍, 1473~1542년)의 《사성통해》 책머리에 《홍무정운》(洪武正韻) 31자모지도(字母之圖)의 인용에서 원인을 찾고 있다.
증거로 다음과 같은 원리를 제시하고 있다.
- 궁상각치우(宮商角徵羽)의 오음(五音)에 부합하여 창제
- 즉, 목구멍 소리(喉音, 羽音), 잇소리(齒音, 商音), 어금니 소리(牙音, 角音), 혓소리(舌音, 徵音), 입술 소리(脣音, 宮音) 등
- 자음 중 초성의 경우 어금니 소리인 ㄱ ㅋ은 목(木)
- 혓소리인 ㄴ ㄷ ㅌ 은 화(火)
- 입술 소리인 ㅁ ㅂ ㅍ은 토(土)(▶수(水)가 아님)
- 잇소리인 ㅅ ㅈ ㅊ은 금(金)
- 목구멍 소리인 ㅇ ㅎ은 수(水)(▶토(土)가 아님)
- 원래 다섯 가지 기본음은 입과 혀의 모양만 본떠서 만들었다.
- 초성이 木-火-土-金-水 또는 水-金-土-火-木처럼 순환 상생(相生)하면 좋은 이름
- 초성이 木-土, 土-水, 水-火, 火-金, 金-木처럼 서로 상극(相剋)하면 이치에 맞지 않는 이름[3]

## 같이 보기
- 훈민정음
- 훈민정음 언해